# Skogsporr
| Skogsporr |
| --- |
| - Betydelse – pornografiska tidningar hittade i naturen - Historik – vanligt under sent 1900-tal, före spridningen av Internet - Myntande – 1990-talet (engelska: woods porn); 2005 (på svenska) - Andra ord – hitteporr, buskporr, ormbunksporr, granitporr |

Skogsporr är pornografiska tidningar som hittas slängda eller göms ute i naturen. Det var särskilt vanligt i slutet av 1900-talet, med en ökad tillgänglighet på tryckt pornografi men låg acceptans för pornografi inom familjer eller nära relationer. Med den ökande tillgången till Internetpornografi har skogsporr blivit alltmer sällsynt.
"Skogsporren" kan också gömmas, slängas och påträffas i ödehus, under golvläggningar eller på liknande platser. Ofta samlas/samlades den in av barn och gömdes i deras kojor eller andra platser långt från hemmet. Även videokassetter kan ibland ingå i samlingar av skogsporr.

## Utveckling

### Bakgrund
Pornografiska tidningar har producerats sedan åtminstone tidigt 1900-tal. Mängden dylika alster ökade från mitten av seklet, och åren runt 1970 legaliserades pornografin i många västerländska och europeiska länder (i Sverige 1971). Däremot var pornografins uppvisande av sexuella fantasier fortfarande ett kontroversiellt ämne, och fenomenet motarbetades av kvinnorörelsen, av dem som ville skydda samhällsmoralen och av användarna själva. De sistnämnda påverkades både av allmänna fördömanden och den egna tveksamheten kring hur naturligt och problemfritt onanimaterialet egentligen var. 
Begreppet "skogsporr" ('porr i skogen') är dåligt belyst i forskningen men har sedan sent 00-tal blivit föremål för en mängd tidningsartiklar och diskussioner på Internet. Genom diskussionerna framkommer hur vanligt fenomenet varit för personer som växte upp under 1970- till 1990-talet, det vill säga åren mellan legaliseringen av pornografin och Internets genombrott som massmedium. För barn som aldrig haft diskussioner omkring sex med sina föräldrar eller fått någon sexualundervisning i skolan, kunde bilderna av avklädda människor i olika typer av sexuella positioner eller lekar framstå som både förbjudet och lockande (se vidare barns sexualitet). För äldre barn kunde dessa porrgömmor med herrtidningar eller rena porrtidningar fungera som statussymboler.

### Var, vad och vem
Skogsporren påträffades ofta i form av slängda tidningar, alternativt tidningar i påsar. I många fall var de fuktskadade, och många tidningssidor hade då klistrat ihop sig. Upphittarna var oftast pojkar, men även flickor kunde vara "tidningsletare". Skogspartier, buskar, häckar och ödehus var olika ställen där tidningarna kunde finnas.
Vem som lämnat tidningarna i naturen var oftast oklart. Tänkbara förklaringar till hur materialet hamnat i skogsdungen, i diket eller i ödehuset varierar, men platserna har ofta legat nära en trafikerad väg. Det talas ibland om hur materialet varit svårt och riskfyllt att gömma på ett säkert sätt i hemmet. En del "porrgömmor" i kojor (eller andra ställen som bara barnen visste om) kunde också komma från snatteri, stölder ur en föräldragömma i hemmet eller från hemlösa. Emma Hamberg och Johanna Swanberg har, i bokform och i delvis fiktionaliserad form, pratat om deras egen barndom där skolbarn kommer över porrtidningar och sedan gräver ner dem i skogen (där andra skolbarn sedan kan gräva upp dem).

### Internet och aktivism
Skogsporren har minskat i betydelse, allteftersom Internet tagit över som hemvist för pornografin och gjort denna så mycket mer lättillgänglig. Ibland talas om Internets betydelse för erotica och andra sexuella yttringar som en kombination av de tre A:na, vilket syftar på tre grundegenskaper för Internet: Tillgång (Access), Prisvärde (Affordability) och Anonymitet (Anonymity). Genom Internet behöver man i regel inte skämmas inför omgivningen, vid anskaffande eller konsumtion av pornografi, och den enkla tillgången till gratis material står i kontrast till 1900-talet med dess skyltningsförbud för tryckt pornografi. Den allmänna meningen om materialets olämplighet gynnade uppkomsten av porrgömmor långt från hemmet.
Fenomenet skogsporr är dock inte helt utdött, och exempel finns på fynd så sent som 2011 (Södermanland). Under 2010-talet lockade fenomenet dock till nostalgiska känslor, och på Facebook startades nätverket "Rädda skogsporren".

### Hedge porn
I Storbritannien var det vanligt med gömmor/slängda tidningar i någon av de vanliga häckarna mellan åkrar och tomter, något som också ledde till myntandet av begreppet hedge porn ('häckporr'; i USA var woods porn – 'skogsporr' – vanligare). Den brittiska kolumnisten och akademikern Kate Listers läsaruppmaning 2022 att bidra med egna barndomsupplevelser av "häckporr" ledde på ett par veckor till flera tusen svar. Utifrån läsarsvaren bedömde Lister att materialet oftast lagts dit av någon som inte vågat visa sig med tidningarna bland andra, men inte var emot att någon annan kunde få läsa materialet. För de flesta läsarna i undersökningen var upplevelsen av de nakna kropparna på bild både fascinerande och skrämmande, en upptäckt av något "förbjudet" och en del av deras uppväxt. En pojke såg här för första gången kvinnligt könshår, vilket än idag gör honom upphetsad; hans mor hittade dock tidningen han gömt underst i sin tvättkorg och slängde den utan att nämna något om saken. En ung kvinnlig upphittare blev så förskräckt över åsynen av könshår, att hon försökte rycka bort sina egna könshår när de flera år senare började växa ut.
Lister förbereder en mer genomgripande och vetenskapligt upplagd undersökning i ämnet. Hon vill bland annat försöka få svar på frågor om hur dessa tidiga upptäckter påverkat barnens och ungdomarnas sexuella utveckling. Hon vill då även jämföra med senare års stora uppmärksamhet kring den lättillgängliga internetpornografin och dess möjligen skadliga inverkan på ungdomar.

## Etymologi och i kulturen
Begreppet skogsporr myntades möjligen som en direktöversättning av det engelska woods porn, ett ord som börjat spridas på engelskspråkiga Internetforum i slutet på 1990-talet. På svenska lyftes fenomenet fram 2005 i diskussionsforumet Flashback, i diskussionstråden "Vem dumpar porren i skogen?" Tre år senare förklarades begreppet i antologin Pittstim – pissbomber, skogsporr och kärlek. I boken definieras fenomenet bland annat som "Pornografisk lämning i dike eller (skogs)glänta nära glest trafikerad motorled. Okänt ursprung."
Begreppet skogsporr eller fenomenet med "porrgömmor" har beskrivits även på andra håll i den moderna kulturen. i Lars Winnerbäcks sång "Söndermarken" (2003) talas om "Vi gömde Fibban under stenen". I Malin Billers självbiografiska serieroman Om någon vrålar i skogen (2010) kretsar delar av kapitlet "Vuxenläsken" kring tre sjuåriga flickor som hittar "fuktiga, halvt förmultnade" tidningar under en sten i skogen. Det funna materialet beskrivs i serien som "förbjudet och syndigt". Trots att flickorna har svårt att förstå och uppskatta allt som beskrivs och visas upp, är de noga med att lägga tillbaka tidningarna i sin gömma under stenen. "Man pratade inte med vuxna. / Och absolut inte om snusk."
Alternativa ord för skogsporr är hitteporr, buskporr, ormbunksporr och granitporr (det sistnämnda hämtat från Bohuslän).